# 노자키 마사야
노자키 마사야(일본어: 野崎 雅也, 1993년 8월 3일 ~ )는 일본의 축구 선수이다.

## 구단 경력
그는 2012년부터 2017년까지 J리그의 우라와 레즈, 아비스파 후쿠오카, 가이나레 돗토리, YSCC 요코하마, AC 나가노 파르세이루에서 활동하였다.